# Провулок Чкалова (Мелітополь)
Провулок Чкалова — провулок в Мелітополі. Складаєтьс з двох неповзаних ділнок. Перша ділянка відгалужується від вулиці Свободи, слідує паралельно вулиці Чкалова та закінчуєтьс глухим кутом. Друга ділянка відгалужується від вулиці Свободи, слідує паралельно вулиці Свободи та закінчуєтьс виїздом на вулицю Свободи. Обидві ділянки забудовані приватними будинками.

## Назва
Провулок названий на честь льотчика Валерія Чкалова, який здійснив у 1937 році перший безпосадочний переліт через Північний полюс.
Поруч знаходиться одноменна вулиця Чкалова.

## Історія
Рішення про найменування проєктного провулка датується 20 серпня 1992 року.
В 1958-1965 роках в Мелітополі існував інший провулок Чкалова. Тепер це ділянка вулиці Професора Танатара від вулиці Чкалова до Запорізької вулиці.